# فردریک اوپت
فردریک اوپت (انگلیسی: Frédéric Ouvret؛ زادهٔ ۱۵ مهٔ ۱۹۷۰) بازیکن فوتبال اهل فرانسه است.
از باشگاه‌هایی که در آن بازی کرده‌است می‌توان به باشگاه فوتبال ستاره سرخ اشاره کرد.